# Nøtterøy (eiland)
Nøttertøy  is een eiland in het Oslofjord. Het maakt deel uit van de provincie Vestfold. Behalve het uiterste noorden, dat deel uitmaakt van de gemeente Tønsberg, vormde het eiland tot 2018 met een aantal omliggende eilanden de gemeente Nøtterøy die opging in de gemeente Færder. Nøtterøy is het grootste eiland in de provincie Vestfold.
Het eiland is via bruggen verbonden met Tønsberg en met de naastgelegen eilanden Tjøme en Føynland.